# 더 내셔널 (텔레비전 프로그램)
더 내셔널(The National)은 캐나다 방송협회의 영어 채널 CBC 텔레비전에서 방송되는 전국 종합 뉴스 프로그램이다. CBC 뉴스에서 제작하며 일요일부터 금요일까지 오후 10시에 한시간 동안 방송된다. (2017년 11월부터 토요일의 경우 캐나다 동부 지역에서는 이 시간을 로컬 뉴스로, 서부 지역은 CBC 뉴스 네트워크로 대체하며, 현지 시간 기준 오후 6시에 방영하나 하키 나이트 인 캐나다(Hockey Night in Canada)라는 아이스하키 중계 프로그램이 편성되는 경우 동부 시간 기준으로 오후 6시에 방송된다.)

## 역사
첫 방송은 1952년에 시작되었으며 오늘날까지 방송되고 있다. 1990년부터는 보도전문채널인 CBC 뉴스월드(현 CBC 뉴스 네트워크)에도 재전송을 시작하였다.
1982년 1월 11일부터는 10시 22분에 보조 코너이자 심층 위주의 프로그램인 ‘더 저널(The Journal)’을 두었으며, 1992년까지 지속되었다. 1995년에는 비슷한 코너인 ‘더 매거진(The Magazine)’이 2000년까지 방송되었다.
1992년에는 더 내셔널의 지상파(CBC 텔레비전) 송출을 중단하고 CBC 뉴스월드에만 방송을 하게 되었다. 지상파에서는 대신 ‘CBC 프라임타임 뉴스(CBC Primetime News)’가 오후 9시에 방송하였다. 그러나 경쟁 프로그램(CTV 내셔널 뉴스)에 시청률이 밀리기 시작하자 1994년에 오후 10시로 환원하였고, 1995년에 더 내셔널이 다시 지상파로 방송하게 되었다.
한때 월요일부터 금요일까지만 방송됐으나, 2008년 12월, 토요일 오후 6시에 방송되던 '토요 리포트'와 일요일 오후 10시에 방송되던 '선데이 나이트'를 흡수하면서, 매일 방송했으나, 2017년 11월 개편 이후 토요일 방송을 CBC 뉴스 네트워크로 바꾸면서 지금은 일요일부터 금요일까지 방송한다.

## 역대 앵커
평일을 기준으로 작성
- 1954–1959: 래리 헨더슨 (en:Larry Henderson)
- 1959–1966: 얼 카메론 (Earl Cameron)
- 1966–1969: 스탠리 버크 (en:Stanley Burke)
- 1969–1970: 워렌 데이비스 (Warren Davis)
- 1970–1976: 로이드 로버트슨 (en:Lloyd Robertson)
- 1976–1978: 피터 켄트 (en:Peter Kent)
- 1978–1988: 놀튼 내쉬 (en:Knowlton Nash)
- 1988–1992: 피터 맨스브리지 (en:Peter Mansbridge)
- 1992–1995: 앨리슨 스미스 (en:Alison Smith)
- 1995–2017: 피터 맨스브리지 (en:Peter Mansbridge)
- 2017-현재: 아드리엔 아스널트, 로즈마리 바튼, 앤드류 챙, 이안 하노먼징

## 동시간대 경쟁 뉴스 프로그램
- CTV 내셔널 뉴스(CTV National News) (CTV 텔레비전 네트워크)
- 글로벌 내셔널(Global National) (글로벌 텔레비전 네트워크)
- 르 텔레주르날(Le Téléjournal) (이시 라디오 캐나다 텔레)